# دهستان سندرک
 دهستان سندرک، یکی از دهستان‌های بخش سندرک شهرستان میناب در استان هرمزگان ایران است. مرکز این دهستان، شهر سندرک است.

## جمعیت
بر پایه سرشماری عمومی نفوس و مسکن در سال ۱۳۹۵، جمعیت دهستان سندرک برابر با ۱۲٬۴۲۴ نفر بوده‌است.